# Фалкаде Алто (Белуно)
Фалкаде Алто (итал. Falcade Alto) је насеље у Италији у округу Белуно, региону Венето.
Према процени из 2011. у насељу је живело 117 становника. Насеље се налази на надморској висини од 1164 м.